# 小行星1814
小行星1814（1814 Bach）是一颗主带小行星。它由卡爾·威廉·萊茵姆特在1931年10月9日发现于海德堡王座山天文台。
該小行星以德国作曲家约翰·塞巴斯蒂安·巴赫命名。